# Paulinho (futbolista, 2000)
Paulo Henrique Sampaio Filho (Río de Janeiro, 15 de julio de 2000), más conocido como Paulinho, es un futbolista brasileño. Juega como extremo y su equipo es el Sociedade Esportiva Palmeiras  del Campeonato Brasileño Serie A.

## Selección nacional
El 16 de noviembre de 2023 hizo su debut con la selección de Brasil en un partido de clasificación para el Mundial 2026 ante Colombia que perdieron por dos a uno.

## Estadísticas

### Clubes
| Club                           | Div.          | Temporada     | Liga  | Liga  | Estatal | Estatal | Copas nacionales | Copas nacionales | Copas internacionales | Copas internacionales | Total | Total |
| Club                           | Div.          | Temporada     | Part. | Goles | Part.   | Goles   | Part.            | Goles            | Part.                 | Goles                 | Part. | Goles |
| ------------------------------ | ------------- | ------------- | ----- | ----- | ------- | ------- | ---------------- | ---------------- | --------------------- | --------------------- | ----- | ----- |
| Vasco da Gama · Brasil         | 1.ª           | 2017          | 18    | 3     | 0       | 0       | 0                | 0                | ―                     | ―                     | 18    | 3     |
| Vasco da Gama · Brasil         | 1.ª           | 2018          | 0     | 0     | 11      | 2       | 0                | 0                | 6                     | 2                     | 17    | 4     |
| Vasco da Gama · Brasil         | Total club    | Total club    | 18    | 3     | 11      | 2       | 0                | 0                | 6                     | 2                     | 35    | 7     |
| Bayer 04 Leverkusen · Alemania | 1.ª           | 2018-19       | 15    | 0     | ―       | ―       | 2                | 0                | 4                     | 1                     | 21    | 1     |
| Bayer 04 Leverkusen · Alemania | 1.ª           | 2019-20       | 13    | 3     | ―       | ―       | 2                | 0                | 4                     | 0                     | 19    | 3     |
| Bayer 04 Leverkusen · Alemania | 1.ª           | 2020-21       | 1     | 0     | ―       | ―       | 0                | 0                | 0                     | 0                     | 1     | 0     |
| Bayer 04 Leverkusen · Alemania | 1.ª           | 2021-22       | 24    | 4     | ―       | ―       | 1                | 0                | 6                     | 0                     | 31    | 4     |
| Bayer 04 Leverkusen · Alemania | 1.ª           | 2022-23       | 4     | 1     | ―       | ―       | 1                | 0                | 2                     | 0                     | 7     | 1     |
| Bayer 04 Leverkusen · Alemania | Total club    | Total club    | 57    | 8     | 0       | 0       | 6                | 0                | 16                    | 1                     | 79    | 9     |
| Atlético Mineiro · Brasil      | 1.ª           | 2023          | 36    | 20    | 11      | 2       | 3                | 2                | 11                    | 7                     | 61    | 31    |
| Atlético Mineiro · Brasil      | 1.ª           | 2024          | 22    | 6     | 11      | 2       | 8                | 2                | 11                    | 7                     | 52    | 17    |
| Atlético Mineiro · Brasil      | Total club    | Total club    | 58    | 26    | 22      | 4       | 11               | 4                | 22                    | 14                    | 113   | 48    |
| Palmeiras · Brasil             | 1.ª           | 2025          | 2     | 11    | 11      | 2       | 4                | 0                | 22                    | 3                     | 39    | 16    |
| Total carrera                  | Total carrera | Total carrera | 135   | 37    | 33      | 6       | 17               | 4                | 44                    | 17                    | 229   | 64    |

## Palmarés

### Campeonatos regionales
| Título             | Club             | Estado       | Año  |
| ------------------ | ---------------- | ------------ | ---- |
| Campeonato Mineiro | Atlético Mineiro | Minas Gerais | 2023 |
| Campeonato Mineiro | Atlético Mineiro | Minas Gerais | 2024 |

### Campeonatos internacionales
| Título                    | Selección       | Sede  | Año  |
| ------------------------- | --------------- | ----- | ---- |
| Sudamericano Sub-17       | Brasil sub-17   | Chile | 2017 |
| Torneo Olímpico de Fútbol | Brasil olímpica | Japón | 2020 |

### Distinciones individuales
| Distinción                                                                      | Año  |
| ------------------------------------------------------------------------------- | ---- |
| Bola de Plata al máximo goleador del Campeonato Brasileño de Serie A (20 goles) | 2023 |